# Нежитинское сельское поселение
Нежи́тинское се́льское поселе́ние — муниципальное образование в составе Макарьевского района Костромской области России. Административным центром является село Нежитино.

## География
Поселение расположено в юго-западной части Макарьевского района Костромской области. Граничит с Кадыйским районом на западе, Юрьевецким районом Ивановской области на юге, а также с Унженским, Тимошинским и Горчухинским сельскими поселениями Макарьевского района на севере и востоке. Территория поселения вытянута вдоль левого берега реки Унжи.

## История
Территория современного Нежитинского сельского поселения исторически относилась к Коряковской волости. Память об этом сохранилась в старом названии административного центра — села Нежитина, которое именовалось Воскресенье-Коряково. Село получило название по Воскресенской церкви, построенной здесь в 1803 году, а дополнение Коряково напоминало о волостной принадлежности. Расположение на торговом тракте из Макарьева в Юрьевец способствовало развитию села.
В XIX веке местные крестьяне были переведены в разряд удельных. В этот период происходили конфликты из-за земельных споров. Например, в имении Запашка помещика Сокольского у деревни Волково произошла стычка между поверенным помещика и крестьянами, считавшими луга своими; зачинщики были арестованы. Позже крестьяне той же деревни избили урядника, пытавшегося провести осмотр леса, который, по его утверждению, принадлежал Сокольскому.
Край славился искусными плотниками и резчиками по дереву. В деревне Мытищи несколько домов, украшенных резьбой, были построены известным мастером Е. С. Зириным, уроженцем деревни Яблоново, который также строил суда на Волге. Один из таких домов перевезён в Костромской музей деревянного зодчества.
В 1930-е годы началась коллективизация. Колхозы создавались во всех деревнях. В 1954 году путём объединения Овсянниковского, Волковского и Кобылинского сельсоветов был образован Нежитинский сельский Совет. На тот момент в его состав входили 26 деревень с общим населением около 3600 человек.
В 1956 году Нежитинский сельсовет был передан из Юрьевецкого района Ивановской области в Кадыйский район Костромской области
В январе 1958 года Нежитинский сельсовет был передан из Кадыйского района в состав Макарьевского района Костромской области. На бюджете сельсовета находились Нежитинская и Кобылинская восьмилетние школы, Огарковская и Волковская начальные школы, две библиотеки (Нежитинская и Кобылинская) и два медицинских пункта (Нежитинский и Кондратовский).
В 1970-е годы в состав села Нежитино официально были включены близлежащие деревни: Малые Новоселки, Большие Новоселки, Савино-Завражье, Шелыгино, Михайлово, а также новый совхозный посёлок. В этот период велось активное строительство: были сделаны пристройки к Нежитинской школе, построены дома для учителей и директора, здание Огарковской школы, Кондратовского медпункта, клуба. Осуществлялся ремонт дорог, установка уличного освещения, благоустройство колодцев и мостов.
К концу 1970-х годов население сельсовета составляло около 1200 человек, но к 1999 году сократилось до 743 жителей из-за оттока молодёжи в города. Конец 1980-х — начало 1990-х годов ознаменовались введением талонной системы на продукты питания и промышленные товары.
Современное Нежитинское сельское поселение как муниципальное образование было создано 30 декабря 2004 года в соответствии с Законом Костромской области № 237-ЗКО «Об установлении границ муниципальных образований в Костромской области и наделении их статусом».

## Население
| 2008 | 2010 | 2012 | 2013 | 2014 | 2015 | 2016 |
| ---- | ---- | ---- | ---- | ---- | ---- | ---- |
| 546  | ↘470 | ↘439 | ↘426 | →426 | ↘404 | ↗412 |
| 2017 | 2018 | 2019 | 2020 | 2021 |      |      |
| ↘403 | ↘387 | ↘376 | ↘360 | ↘274 |      |      |

## Состав сельского поселения
В состав сельского поселения входят 18 населённых пунктов:
| №  | Населённый пункт | Тип населённого пункта       | Население (2010) | Почтовый индекс |
| -- | ---------------- | ---------------------------- | ---------------- | --------------- |
| 1  | Большое Волково  | деревня                      | →0               | 157471          |
| 2  | Василёво         | деревня                      | ↗2               | 157471          |
| 3  | Высоково         | деревня                      | ↗8               | 157471          |
| 4  | Журавлёво        | деревня                      | ↘6               | 157471          |
| 5  | Заварино         | деревня                      | →0               | 157471          |
| 6  | Иваново          | деревня                      | ↗8               | 157471          |
| 7  | Козлово          | деревня                      | ↗19              | 157471          |
| 8  | Кондратово       | деревня                      | ↘14              | 157471          |
| 9  | Крупышево        | деревня                      | →0               | 157471          |
| 10 | Мытищи           | деревня                      | ↗5               | 157471          |
| 11 | Нежитино         | село, административный центр | ↗453             | 157471          |
| 12 | Овсяниково       | деревня                      | ↗12              | 157471          |
| 13 | Починки          | деревня                      | →0               | 157471          |
| 14 | Савино           | деревня                      | ↘2               | 157471          |
| 15 | Самылово         | деревня                      | →0               | 157471          |
| 16 | Угорново         | деревня                      | →0               | 157471          |
| 17 | Фролово          | деревня                      | ↘7               | 157471          |
| 18 | Хмельничное      | деревня                      | ↗7               | 157471          |

## Экономика и социальная сфера
Основу экономики поселения исторически составляло сельское хозяйство (колхозы «Путь к коммунизму», затем «Россия») и лесозаготовки. В прошлом регион был известен своими плотницкими традициями и мастерами резьбы по дереву.
В административном центре, селе Нежитино, действуют фельдшерско-акушерский пункт, Дом культуры, библиотека, отделение почтовой связи. Работает средняя школа.

## Культура и достопримечательности
- Церковь Воскресения Христова в селе Нежитино (1803 год) — каменный храм, памятник архитектуры[3]. В советское время был закрыт, колокол сброшен. В настоящее время храм восстанавливается.
- Школьный музей в Нежитинской средней школе. Экспозиция музея посвящена истории края, крестьянскому быту и Великой Отечественной войне. Среди экспонатов — предметы быта, старинные фотографии, письма с фронта, материалы об участниках войны — уроженцах поселения. Музей был создан ещё в советское время, пережил пожар школы и был воссоздан. Учащиеся школы участвуют в пополнении фондов музея и краеведческой работе[22].
- Памятник воинам-землякам, погибшим в годы Великой Отечественной войны 1941—1945 гг.